# Гофманиада
«Гофманиа́да» — российский полнометражный кукольный мультфильм студии «Союзмультфильм», снятый по мотивам четырёх сказок Эрнста Теодора Гофмана — «Золотой горшок» (1814), «Песочный человек» (1817), «Щелкунчик и Мышиный король» (1816) и «Крошка Цахес» (1819).
Мультфильм находился в стадии производства на протяжении 17 лет, с 2001 по 2018 год. «Гофманиада» стала первым полнометражным фильмом киностудии «Союзмультфильм», вышедшим в прокат за последние тридцать лет.
Работа над первой, двадцатиминутной, частью мультфильма, получившей название «Вероника», была закончена в 2010 году, а над второй частью, «Гофман и тайны часовщика», через 8 лет.
Премьера мультфильма прошла в московском кинотеатре «Иллюзион» 9 октября 2018 года. 11 октября мультфильм вышел в российский прокат. Прокатчиком выступила компания «Disney».

## Сюжет
Мультфильм является синтезом четырёх сказок Гофмана («Крошка Цахес», «Золотой горшок», «Щелкунчик и Мышиный король» и «Песочный человек»), а главным героем является сам автор. В частности, в мультфильме проводятся параллели между воображаемым миром его произведений и его деятельностью в обыденной жизни в качестве государственного служащего, информация о которой была почерпнута из его писем и дневников.

## Создание мультфильма
Авторами проекта изначально была избрана задача избежать использования компьютерной графики и использовать только методы традиционной кукольной анимации, однако позже решение было изменено на «кукольный фильм с элементами 2D-анимации и компьютерной графики». Первые 20 минут мультфильма были продемонстрированы 20 ноября 2006 года в Санкт-Петербурге.
Работа по созданию мультфильма началась в 2001 году. Инициатором проекта выступил руководивший «Союзмультфильмом» в то время Акоп Киракосян, который пригласил в проект Михаила Шемякина, — страстного почитателя Гофмана, — который, в свою очередь, с энтузиазмом воспринял идею экранизировать любимые произведения в виде мультипликационного фильма. Этот мультфильм — самый большой проект, над которым работала студия «Союзмультфильм» со времён распада СССР. В течение весны 2008 года группа кукольников создавала куклы, а непосредственно съёмки оставшейся части мультфильма начались летом того же года. В первых 20 минутах мультфильма, продемонстрированных в ноябре 2006-го, присутствовало 22 куклы. Работа по созданию каждой куклы занимала не меньше месяца. В законченном мультфильме участвует более 150 кукол, некоторые из них появляются на экране лишь на несколько секунд.
11 ноября 2006 года в прессе появились сообщения, что создателям мультфильма не удалось найти в России деньги на продолжение съёмок, и что, скорее всего, они попытаются найти западных инвесторов. 18 ноября 2008 года в прессе появились сообщения, что необходимые деньги, наконец-то, удалось найти: их выделило государство, однако 8 октября 2010 года на MIPTV Media Market в Каннах Михаил Шемякин представил публике всё ту же 1-ю часть ленты с целью заинтересовать зарубежных инвесторов.
3 июня 2011 года на сайте «Союзмультдизайн» был опубликован официальный буклет мультфильма, в котором указано, что подготовка к съёмке второй и последней части мультфильма началась 1 марта 2011 года, законченная лента будет иметь продолжительность 90 минут и выйдет в прокат в мае 2014 года. В 2013 году Станислав Соколов отмечал: «я просто делаю полнометражный фильм уже больше десяти лет [„Гофманиада“], поскольку финансирование то идёт, то останавливается, такие паузы по два, по три года. Вот как бы возобновили финансирование, и мы сейчас начали готовить вторую часть полнометражного фильма».
В сентябре 2015 года было сообщено, что Михаил Шемякин отозвал своё авторство из мультфильма: «К сожалению, я должен признать, что это — большая неудача. Уже 15 лет идёт мучительная работа. Буквально через месяц мы должны уже его сдавать. Но не думаю, что из этого получилось что-то серьёзное. Я даже снял своё имя, просто оставляю, что куклы — Михаила Шемякина». По его мнению, и режиссура, и музыка, и озвучивание, за исключением тех людей, которых он сам привел в проект — Славы Полунина и Владимира Кошевого, — «не дотягивает до современного уровня». Он сообщил, что работает над новым проектом, где возможно будет этот анимационный фильм продолжить, но это уже будет идти лично под его руководством.

«Любой полнометражный фильм делается долго — не меньше пяти лет, считая написание сценария, подготовительный период и съёмки. И быстрее его всё равно не сделать, в какой бы технике он ни делался. Сложнее на студии, где не так много работает народу и не так много параллельных съёмочных площадок, чтобы как-то ускорять процесс. Покадровая съёмка — достаточно медленная. В день у аниматора есть план: 2,5 полезных метра — это где-то пять секунд полезного времени. Даже короткий мультфильм — это год. Ну, пять минут — это, может быть, полгода, а десять минут — это уже год: подготовительный период — где-то месяца три, несколько месяцев делается мультипликат, и только потом это идёт в съёмку. Поэтому анимация, конечно, — медленный процесс, а полнометражная тем более».— Станислав Соколов
25 марта 2014 года в «Российской газете» было заявлено, что завершение работы над мультфильмом ожидается в начале 2016 года. Однако завершён он был только в 2018 году.
В 2018 году на территории студии «Союзмультфильм» появилась выставка декораций и кукол из мультфильма «Гофманиада».

«Мы очень ценим труд талантливейшей команды, которая делала фильм почти 17 лет. Сегодня мы видим, что всё было не зря. Я прошу отнестись к фильму как к искусству, а не массовому кинематографу. Тогда вы получите от него то удовольствие, на которое мы очень рассчитываем».— Юлиана Слащёва

## Отзывы и оценки
Мультфильм получил положительные отзывы критиков. Положительные обзоры на него опубликовали издания Российская газета, КГ-Портал, Мир фантастики, InterMedia и другие. Отрицательных рецензий, по данным агрегатора «Критиканство», не было совсем.

## Фестивали и награды
- 8 октября 2010 года показ первой части мультфильма на MIPTV Media Market в Каннах.
- 7 августа 2016 года состоялась презентация мультфильма на XXIV фестивале «Окно в Европу»[20].
- 9 августа 2016 года презентация мультфильма в выборгской библиотеке Аалто.
- 16 марта 2018 года специальный показ мультфильма на 23 ОРФАК в Суздале[21].
- В мае 2018-го «Союзмультфильм» представил полную версию мультфильма на Каннском международном кинорынке, где ею заинтересовались прокатчики многих стран — в итоге мультфильм был куплен для проката в США и ряде стран Европы.
- 11 июня мировая премьера «Гофманиады» состоялась во Франции на Международном фестивале анимационного кино в Анеси.
- 19 июня 2018 года мировая премьера на «Shanghai International Film Festival».
- август 2018 года — «Brasil Stop Motion International Film Festival» — награды в номинациях «Полнометражный фильм» и «Почетный режиссёр».
- октябрь 2018 года — показ на фестивале «Русские сезоны — 2018» в Риме[22].
- 29 ноября 2018 — «Азиатско-Тихоокеанская кинопремия» — номинация в категории Лучший полнометражный анимационный фильм.
- 27 января 2019 года — премия «Золотой Орёл» в номинации «Лучший анимационный фильм 2018 года»[23].

## Съёмочная группа
- Режиссёр — Станислав Соколов
- Сценаристы — Станислав Соколов, Виктор Славкин
- Главный художник — Михаил Шемякин
- Композитор — Шандор Каллош
- Аниматоры — Алла Соловьёва, Ольга Панокина

## Роли озвучивали
| Актёр              | Роль                                                           |
| ------------------ | -------------------------------------------------------------- |
| Владимир Кошевой   | Эрнст Гофман / Ансельм                                         |
| Алексей Петренко   | Песочный Человек / адвокат Коппелиус                           |
| Павел Любимцев     | часовщик Мош Паульман / Сверхсекретный попугай                 |
| Александр Леньков  | старуха-колдунья (в финальной версии персонаж был переозвучен) |
| Вячеслав Полунин   | Коппелиус в образе пастора                                     |
| Анна Артамонова    | Серпентина / Вероника / Олимпия                                |
| Николай Кондрашов  |                                                                |
| Наталия Фиссон     |                                                                |
| Анвар Либабов      |                                                                |
| Александр Ширвиндт | тайный королевский архивариус Линдгорст / огненный Саламандр   |